# Чултун

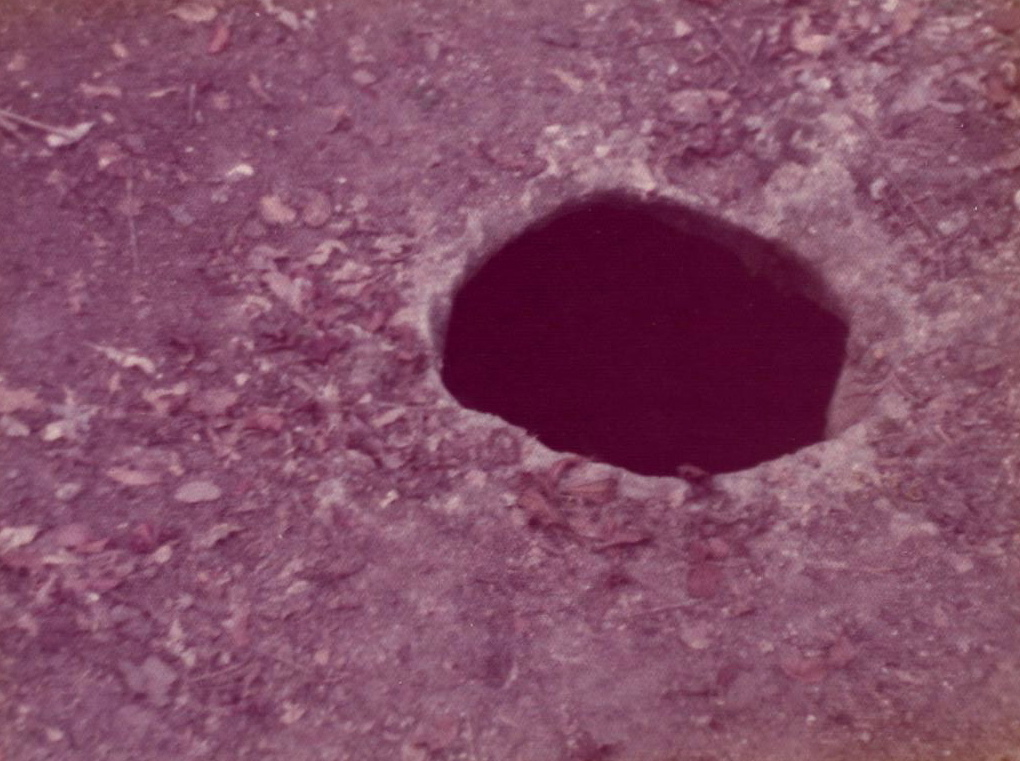
Чултун в Шунантуниче

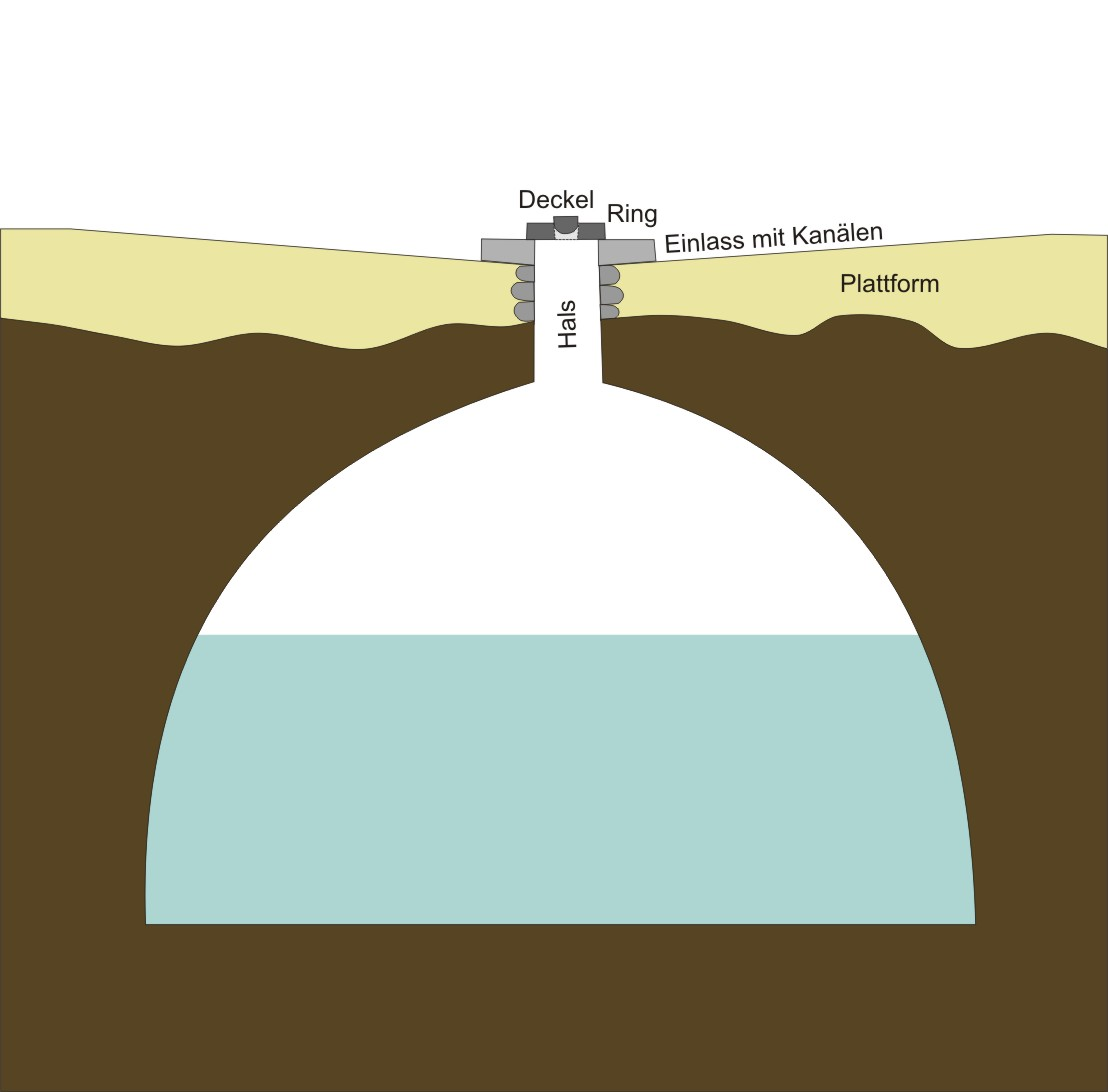
Схема строения чултуна

Чултун — подземный резервуар, строились представителями цивилизации майя в доколумбову эпоху. 
Обычно создавались для сбора и хранения дождевой воды, в местах с засушливым и жарким климатом. Некоторые, возможно, использовались для хранения продуктов и их герметизации, однако эта версия ненадёжна. После того, как чултун становился непригоден для использования в этих целях, там хоронили умерших или складывали мусор. Согласно доводам ряда учёных, могли также предназначаться для хранения ферментированных напитков.
Использовались в южных регионах реже, чем в северных, имели на Юге несколько другую форму и чаще использовались для хранения различных продуктов (согласно исследованию 1936 года, могли служить местом хранения для плодов растения Brosimum alicastrum).
Упоминания о чултунах встречаются у Диего де Ланды, епископа Юкатана. Название на юкатекском языке (chulub tun) может происходить от слов «chulub» — дождевая вода и «tun» — камень.
Резервуар имел круглую форму, «горлышко» высотой 28 см и основное место для хранения ресурсов высотой 180 метров и диаметром 190. Имели водонепроницаемые стенки, часто находились рядом с домами. Существуют различные формы.